# Ilie Cojocari
Ilie Cojocari (ur. 27 lipca 1992) – rumuński zapaśnik startujący w stylu klasycznym. Brązowy medalista mistrzostw świata w 2016. Zajął piąte miejsce na mistrzostwach Europy w 2019. Siedemnasty w indywidualnym Pucharze Świata w 2020 roku.